# Planococcus halocryophilus
Planococcus halocryophilus ist ein grampositives Bakterium, das 2011 aus dem Permafrostboden der hocharktischen, kanadischen Ellesmere-Insel isoliert und 2012 als neue Art beschrieben wurde. Es lebt dort wahrscheinlich in dünnen, sehr salzhaltigen Wasseradern bei Temperaturen bis −16 °C. Das Art-Epitheton halocryophilus wurde wegen der hohen Salz- und Kältetoleranz der Art vergeben („halo“ = Salz; „cryo“ = kalt, gefroren; „philos“ = liebend).

## Merkmale
Planococcus halocryophilus ist grampositiv, aerobisch und bildet keine Sporen. Die Einzelzellen erreichen einen Durchmesser von 0,8 bis 1,2 μm und kommen solitär oder paarweise vor. Kolonien auf einem Nährmedium aus Trypticase-Soja-Agar sind leuchtend orange, undurchsichtig, glatt, glitzernd, rund und im Zentrum leicht konvex und erreichen nach einem Wachstum von drei Tagen bei einer Temperatur von 25 °C einen Durchmesser von 2 bis 3 mm. Die Art zeigt Wachstum bei Temperaturen von −16 bis 37 °C, wobei das optimale Wachstum bei einer Temperatur von 25 °C erreicht wird. Metabolisch ist sie noch bei −23 °C aktiv. Die Salztoleranz reicht von einem Salzgehalt von 0 bis 19 %, der pH-Wert kann zwischen 6 und 11 liegen. Eine hohe Salzkonzentration ist keine Voraussetzung für Wachstum.